# Dunkle Rundblattnase
Die Dunkle Rundblattnase (Hipposideros ater) ist eine Fledermaus aus der Gattung der Eigentlichen Rundblattnasen (Hipposideros), die von Indien und Sri Lanka bis zu den Philippinen, Neuguinea und Nordaustralien verbreitet ist. Die Art gehört zum Hipposideros bicolor-Artenkomplex und wurde in früheren Klassifikationen bisweilen als Unterart von H. bicolor angesehen.
Der Gattungsname Hipposideros leitet sich von den griechischen Wörtern für „Pferd“ (ἴππος) und „Eisen“ (σίδηρος) ab und bedeutet „Hufeisen“, ein Verweis auf das komplexe Nasenblatt, durch das die Arten der Gattung charakterisiert sind. Der Artname „ater“ ist lateinisch für „schwarz“ und verweist auf die relativ schwarze Pelzfarbe dieser Art.

## Merkmale
Die Dunkle Rundblattnase ist eine kleine Rundblattnasenfledermaus mit enorm großen, breiten, runden Ohren. Das Fell ist lang und weich. Die Oberseite ist graubraun bis grau, aber manchmal auch orange. Das viereckige Nasenblatt hat eine relativ einfache Form. Die Struktur des Nasenblattes ist ähnlich wie bei H. cineraceus, aber die Färbung ist ähnlich wie bei H. pomona. Sowohl Exemplare aus Indien als auch von Catanduanes besitzen das Karyogramm 2n=32, FN=60, genau wie die meisten Hipposideros-Arten.
In der untenstehenden Tabelle sind die Maßangaben von H. ater aus verschiedenen Gebieten zusammengetragen:
| Masse                | Australien | Neuguinea | Supiori   | Borneo    | Palawan   | Catanduanes |
| -------------------- | ---------- | --------- | --------- | --------- | --------- | ----------- |
| Kopf-Rumpflänge (mm) | 33–46      | 45,6      | 41,5–50,0 | -         | -         | -           |
| Schwanzlänge (mm)    | -          | 19,0      | 27,7–29,1 | -         | -         | -           |
| Unterarmlänge (mm)   | 34,5–40,5  | 40,0–42,8 | 40,6–42,5 | 40,4–40,7 | 39,4–40,4 | 40–43       |
| Schienbeinlänge (mm) | -          | 16,9–19,6 | 16,7–18,5 | -         | -         | -           |
| Hinterfußlänge (mm)  | -          | 8–8,4     | -         | -         | -         | -           |
| Ohrenlänge (mm)      | -          | 19,7–20   | 16,8–18,2 | -         | -         | -           |
| Gewicht (g)          | 3,4–5,6    | 8,3       | 5,9–8,3   | -         | -         | -           |

## Verbreitung

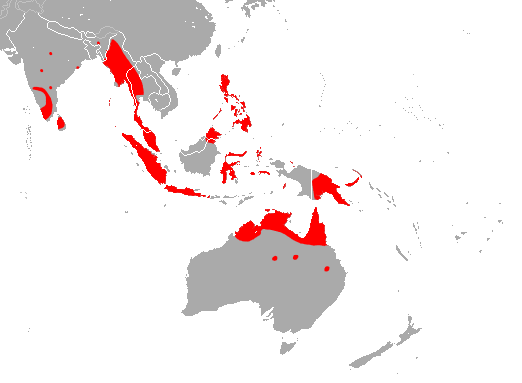
Verbreitungsgebiet

In Australien kommt die Dunkle Rundblattnase im äußersten Norden von Western Australia (Kimberley), der nördlichen Hälfte des Northern Territory und auf Kap York sowie umliegende Gebiete (Queensland) vor. Die Art wurde einige Male außerhalb des normalen Verbreitungsgebietes in Zentral-Queensland und im Süden des Nordterritoriums gefangen. Auf Neuguinea wurde die Dunkle Rundblattnase nur an drei Plätzen gefangen, alle drei auf Papua-Neuguinea gelegen. In der Umgebung von Neuguinea kommt die Art auf Ambon, den Aru-Inseln, Biak und Supiori, Buru, Seram, Halmahera, Yap, Kairiru, Morotai, Neubritannien, Neuirland und Woodlark vor. Möglicherweise gibt es auch Vorkommen auf den Sangihe- und Talaud-Inseln. Auf den Philippinen wurde die Dunkle Rundblattnase auf Balabac, Bohol, Catanduanes, Leyte, Luzon, Marinduque, Maripipi, Mindanao, Negros und Palawan nachgewiesen.

## Lebensraum und Verhalten
Auf den Philippinen kommt die Art in Regenwäldern von Meereshöhe bis in 1200 Meter Höhe vor. Die Schlafplätze befinden sich in Höhlen sowohl in Wäldern als auch in landwirtschaftlich genutzten Gebieten. In Australien lebt das Tier sowohl in Mangroven und Regenwäldern als auch im trockenen, offenen Gelände. Wie die meisten Fledermausarten ist die Dunkle Rundblattnase nachtaktiv. In Australien schläft sie tagsüber in Höhlen, Minengängen und gelegentlich in Baumhöhlen, bevorzugt an dunklen, warmen und feuchten Plätzen. Die Nahrung besteht aus kleinen Fluginsekten. Die Fledermaus fliegt langsam, aber wendig. Die Paarung ist im April, die Jungen werden zwischen Oktober und Dezember geboren und bis Januar gesäugt.

## Unterarten
Die Dunkle Rundblattnase wird in eine Anzahl von Unterarten unterteilt: H. a. amboinensis (PETERS, 1871) von Ambon, H. a. antricola (PETERS, 1861) von den Philippinen (einschließlich Palawan), H. a. ater von Sri Lanka und Indien, H. a. aruensis (GRAY, 1858) von den Aru-Inseln und Neuguinea, H. a. gilberti aus Australien, H. a. nicobarulae von den Nikobaren und H. a. saevus aus dem Gebiet zwischen Südthailand und den Molukken. Exemplare von Borneo konnten nicht einer bestimmten Art zugerechnet werden, aber es scheint, dass H. a. antricola und H. a. saevus einen etwas längeren Schädel besitzen. Wie bei H. a. ater und H. a. antricola sind einige Zähne verkleinert. Es sind nur vier Museumsexemplare von Borneo bekannt, wovon nur eines unbeschädigt ist.